# Live It Up (bài hát của Nicky Jam)
"Live It Up" là bài hát của ca sĩ Puerto Rico Nicky Jam với rapper người Mỹ Will Smith và ca sĩ Kosovo Era Istrefi. Bài hát được chọn làm bài hát chính thức của Giải vô địch bóng đá thế giới 2018. Ca khúc được sản xuất bởi Diplo, The Picard Brothers và Free School, và được phát hành vào ngày 25 tháng 5 năm 2018.

## Bối cảnh
Vào ngày 21 tháng 5 năm 2018, Will Smith đăng trên mạng xã hội rằng anh và ca sĩ Nicky Jam sẽ cộng tác trong bài hát chính thức của World Cup 2018. Thông điệp là: "One Life to Live. Live it Up". Nicky Jam cũng nói rằng: "Thu âm bài hát chính thức của World Cup là một thành tựu trọn đời. Không nhiều nghệ sĩ có vinh dự được nói rằng họ là một phần của điều này. Tôi rất tự hào và hạnh phúc, tôi có thể nói với các cháu của tôi 'Ông đã làm điều đó'"

## Video âm nhạc
Video âm nhạc của bài hát được phát hành vào ngày 8 tháng 6 năm 2018. Video có sự góp mặt của Nicky Jam, Will Smith, Era Istrefi, và cầu thủ bóng đá Brasil Ronaldinho, cùng với những hình ảnh từ các kỳ World Cup trước. Video âm nhạc do Yasha Malekzad làm đạo diễn và được quay chủ yếu ở Budapest, Hungary.

## Tín dụng và nhân sự
- Will Smith – sáng tác, giọng hát
- Nicky Jam – sáng tác, giọng hát
- Era Istrefi – sáng tác, giọng hát
- Diplo – sản xuất

## Bảng xếp hạng
| Bảng xếp hạng (2018)            | Vị trí cao nhất |
| ------------------------------- | --------------- |
| Bỉ (Ultratip Flanders)          | 33              |
| Bỉ (Ultratip Wallonia)          | 15              |
| Bảng xếp hạng không hợp lệ Đức2 | 53              |
| Ba Lan (Polish Airplay Top 100) | 48              |
| Thụy Điển (Sverigetopplistan)   | 24              |
| Thụy Sĩ (Schweizer Hitparade)   | 32              |

## Lịch sử phát hành
| Khu vực | Ngày                | Định dạng       | Hãng đĩa   |
| ------- | ------------------- | --------------- | ---------- |
| Hoa Kỳ  | 25 tháng 5 năm 2018 | Tải kỹ thuật số | Sony Music |